# Ледесма, Антонио
Антонио Ледесма (исп. Antonio Ledezma, полное имя Антонио Хосе Ледесма Диас (исп. Antonio José Ledezma Díaz); род. 1 мая 1955, Венесуэла Сан-Хуан-де-лос-Моррос) — венесуэльский юрист и политический деятель, действующий мэр Каракаса. Столичный округ Каракас до 2015 года, когда его заменила Хелен Фернандес. Он также служил в качестве мэра муниципалитета Либертадор Каракаса дважды и бывшего губернатора федерального округа. Он был дважды депутатом вымершего Национального конгресса Венесуэлы (нынешняя Национальная ассамблея) начиная с 1984 года и был избран сенатором Республики в 1994 году, будучи самым молодым человеком, который будет избран на эту должность.

## Политическая карьера
Начал заниматься политической деятельностью в своём родном штате Гуарико в середине 1970-х годов как активист левоцентристской партии Демократическое действие. В 1982 году окончил университет Санта-Мария в Каракасе, получив диплом юриста. В 1984 году был избран в палату депутатов Национальной ассамблеи Венесуэлы. Отработав два срока в палате депутатов, в 1994 году был избран в сенат — верхнюю палату венесуэльского парламента. В 1999 году, выйдя из Демократического действия, основал свою политическую партию Альянс смелых людей, резко оппозиционную недавно пришедшему к власти правительству Уго Чавеса, бессменным лидером которой является по сей день.
В 2001 году, отслужив четыре года главой муниципалитета Либертадор в Каракасе, Ледесма решил продолжить своё образование и прошёл курс обучения в каракасском Институте административного управления. В 2007 году окончил аспирантуру Столичного университета Каракаса как специалист в области государственного управления.
В 2008 году Ледесма, представлявший на региональных выборах коалицию оппозиционных партий, был избран мэром Каракаса. На следующий год парламент принял закон о передаче части полномочий мэра города, связанных с финансовыми и кадровыми вопросами, к назначаемому президентом главе правительства Столичного округа Венесуэлы. Многие расценили это как ответный политический ход действующих властей страны на избрание оппозиционера на должность мэра столицы. На выборах 2012 года Ледесма был переизбран на второй срок, одержав победу над проправительственным кандидатом Эрнесто Вильегасом.

## Арест и побег
19 февраля 2015 года был задержан сотрудниками спецслужб на своём рабочем месте. Сторонники Ледесмы и его супруга считают виновником случившегося президента Николаса Мадуро, незадолго до этого публично обвинившего мэра в гибели людей во время массовых беспорядков в 2014 году.
Ледесма был помещён в тюрьму, но через несколько месяцев отпущен под домашний арест, откуда сбежал в ноябре 2017 года через Колумбию в Испанию.
Ледесма подписал Мадридскую хартию, документ, подготовленный консервативной испанской политической партией Vox, в котором левые группировки описываются как враги Иберо-Америки, участвующие в «преступном проекте», находящемся «под эгидой кубинского режима». В октябре 2023 года правительство Венесуэлы потребовало экстрадиции Ледесмы из Испании.